# Il-Ħamrun
Il-Ħamrun (engelska: Ħamrun) är en ort och kommun i republiken Malta. Den ligger i den sydöstra delen av landet, 3 kilometer sydväst om huvudstaden Valletta. 

## Sport
- Ħamrun Spartans FC – maltesisk fotbollsklubb.[2][3][4]
- Victor Tedesco Stadion